# Stephan Meier
Stephan Meier (* 1966) ist ein deutscher Schlagzeuger, Dirigent und Komponist.
Meyer studierte Schlagzeug und Klavier in Hannover und Den Haag und besuchte Kurse von Pierre Boulez, Mauricio Kagel, Luigi Nono, Diego Masson und Peter Eötvös. 1993 gründete er in Hannover Das Neue Ensemble (mit Daniel Agi, Udo Grimm, Jessica Kuhn, Josje ter Haar), das mit Komponisten wie Earle Brown, Wolfgang Rihm, Carola Bauckholt, Johannes Schöllhorn, Mark André und Helmut Lachenmann und Solisten wie Pierre-Laurent Aimard und Peter Rundel zusammenarbeitete und CDs mit Werken von Pierre Boulez, Gérard Grisey und Harrison Birtwistle veröffentlichte.
Weiterhin leitet Meyer das Ensemble S, ein deutsch-niederländisches Schlagzeugensemble, dessen CIRCUS S mit einem eigenen Zelt durch Europa tourt, auf der Triennale Köln, den Festwochen Herrenhausen, Zomer in Utrecht und musica viva München auftrat und für seine CDs u. a. mit dem Diapason d’or und dem Vierteljahrspreis der Deutschen Schallplattenkritik ausgezeichnet wurde. Seit 2006 ist er Vorsitzender von Musik 21 NGNM e.V., der die Förderstruktur „Musik 21 Niedersachsen“ ins Leben gerufen hat und durchführt. 2013 gründete er den Kompositionswettbewerb Wär ich ein Ton (Leibniz Harmonies International Composition Competition). 2016 wurde er als Nachfolger von Stephen Newbould künstlerischer Leiter der Birmingham Contemporary Music Group.
Die Werke Meiers wurden u. a. im Berliner Dom, im Deutschen EXPO-Pavillon, auf den Wittener Tagen für neue Kammermusik und dem Blauen Fest in Dessau uraufgeführt. Einige sind für spezielle Aufführungssituationen geschrieben, so die Nanamusik für Hannovers Hohes Ufer und die Berggartenmusik für den Königlichen Garten Herrenhausen. Bei den Sixteen Daily Experiences erklangen aus sechzehn Klangstelen auf dem Platz der Weltausstellung in Hannovers Fußgängerzone seine Individual Sounds. Er komponierte auch für musikalisch-literarische Programme wie Des Knaben Wunderhorn mit Günter und Helene Grass und das Kulturprogramm der Bundesregierung zur FIFA-WM 2006. Beim Beethovenfest Bonn wurde 2011 seinen experimentellen Kurzfilm Strisciata (in Zusammenarbeit mit Volker Schreiner) prämiert.
Als Referent für Neue Musik trat Meier beim Deutschen Musikrat, der Triennale Köln, der Landesmusikakademie Niedersachsen und beim Bundespräsidenten auf. Er gab Kurse an der Hochschule für Musik, Theater und Medien Hannover und an der Hogeschool van beeldende Kunsten Den Haag. International gibt er Workshops mit Kindern und Studierenden, deren Ergebnisse sie in Konzertveranstaltungen präsentieren. Außerdem ist er Lehrbeauftragter an der Universität Hildesheim. 1997 wurde er mit dem Niedersächsischen Förderpreis ausgezeichnet, den Inventio des Deutschen Musikrates erhielt er 2005 für seine  innovative musikpädagogische Programmkonzeption.